# Lepidaploa chrysotricha
Lepidaploa chrysotricha là một loài thực vật có hoa trong họ Cúc. Loài này được (Alexander) H.Rob. mô tả khoa học đầu tiên năm 1990.